# 劉性同
劉性同（14世紀—15世紀），浙江處州府麗水縣人，明朝政治人物。

## 生平
劉性同本住在松陽潼川，因為進入府學僑居麗水縣，永樂三年（1406年）中舉人，四年（1407年）成進士，獲授同安知縣有政績，調任廣濟後人民依舊思念，洪熙元年（1425年）陞行在貴州道監察御史，宣德七年（1432年）改任河南按察司僉事，到正統七年（1442年）轉為陝西按察司副使，任官二十年所得只有俸祿，為子孫置田百畝，有清介名聲，入祀同安名宦祠。

## 引用
1. 1 2  民國《松陽縣志·卷九·人物》：劉性同，潼川人，因入府庠僑居麗水，永樂酉戌聯捷，初宰同安，補知廣濟，行取貴州道監察御史，終河南參政，厯官二十年所得惟俸金，置田百畝以遺後，清介大著。
2. ↑  民國《麗水縣志·卷八·選舉》：進士……明……永樂四年丙戌林環榜 劉性同 參政……舉人……明……永樂三年乙酉……劉性同 丙戌進士
3. ↑  《明宣宗章皇帝實錄·卷四》：（洪熙元年七月）戊子陞……同安縣知縣劉性同……為監察御史……性同行在貴州道……
4. ↑  《明宣宗章皇帝實錄·卷九十七》：（宣德七年十二月）甲辰陞……監察御史沈敬、傅吉、陳敏、劉性同為按察司僉事，敬福建，吉陝西，敏貴州，性同河南。
5. ↑  《明英宗睿皇帝實錄·卷九十四》：（正統七年七月）辛酉陞……劉性同為陝西按察司副使……
6. ↑  光緒《同安縣志·卷十九·名宦》：劉性同，麗水人，永樂中由進士知縣事有政績，去後民猶思之，陞河南副使，祀名宦。